# 都会っ子 純情
「都会っ子 純情」（とかいっこ じゅんじょう）は、℃-uteのメジャー3枚目のシングル（通算7枚目のシングル）。

## 概要
- ミュージック・ビデオの撮影地は神奈川県横浜市中区山下町にある山下埠頭。
- センターは鈴木愛理。メインボーカルは鈴木愛理、萩原舞、中島早貴、矢島舞美である。
- 『第49回日本レコード大賞』に出演した℃-uteは本作を披露し、最優秀新人賞を受賞した[2]。
- 「ハロー!プロジェクト10周年記念紅白スペシャル隊」として出場した『第58回NHK紅白歌合戦』では、本作を含むメドレーが披露された。

## 収録曲
全作詞・作曲：つんく
1. 都会っ子 純情
編曲：平田祥一郎
2. 私立共学
編曲：高橋諭一
3. 都会っ子 純情 (Instrumental)

## 参加ミュージシャン
都会っ子 純情
- プログラミング：平田祥一郎
- ギター：木下徹
- コーラス：CHINO

私立共学
- プログラミング&ギター：高橋諭一
- コーラス：竹内浩明

## 備考
集英社の『グランドジャンプPREMIUM』掲載の『OuiChef』の登場人物、篠崎花音が前面に『都会っ子』、後面に『純情』と文字がプリントされた服を着ている。